# Arakel z Tebryzu
Arakel z Tebryzu (Arakel Dawriżecy), ur. ok. 1590 w Tebryzie (dzisiejszy Tebriz w północno-zachodnim Iranie) - zm. 1670 w Eczmiadzynie, ormiański mnich i kronikarz. Autor Księgi dziejów, zaliczanej do najwybitniejszych dzieł okresu późnego średniowiecza w Armenii.

## Życiorys
Arakel związany był z klasztorem w Eczmiadzynie, gdzie pobierał nauki i osiągnął godność wardapeta. Wiele podróżował, wypełniając zadania powierzone mu przez stolicę patriarszą. Wykazywał się szerokimi zainteresowaniami i niespotykanym wykształceniem.
W 1651 r. z polecenia katolikosa Filipposa Achbakacego, przystąpił niechętnie do pracy nad Księgą dziejów. Dzieło to miało opisać dramatyczne wydarzenia, jakie wstrząsnęły Armenią w pierwszej połowie XVII wieku (najazd szacha perskiego Abbasa I Wielkiego i związane z nim rzezie Ormian i Gruzinów, klęskę głodu, brutalnie prowadzone akcje przesiedleńcze, a także zmagania Turków i Persów o dominację nad tym obszarem), zawiera jednak również rodowód władców osmańskich, opis kamieni szlachetnych, relację z pożaru Konstantynopola i relacje o Ormianach zamieszkujących Polskę. Arakel pracował nad Księgą dziejów do 1662 r. (z przerwą w latach 1655–1658). Przedstawiając klęski, jakie spadły na Ormian i Gruzinów w opisywanym przez siebie okresie, Arakel czerpał z własnych doświadczeń, relacji naocznych świadków, a także zachowanych zapisków pochodzących z owych czasów, dzięki czemu udało mu się stworzyć dokładny, wiarygodny i przejmujący obraz zaistniałych wydarzeń.